# Парки и скверы Волгограда
Парки и скверы Волгограда — рекреационные зоны, которые являются составной частью природного каркаса города.
В статье приводится список парков, скверов и садов по районам города Волгограда. Список отсортирован по площади.

## Ворошиловский район
| №  | Название                                                           | Площадь | Местоположение                  | Иллюстрация | Категория на Викискладе |
| -- | ------------------------------------------------------------------ | ------- | ------------------------------- | ----------- | ----------------------- |
| 1  | Сквер имени Александры Пахмутовой (правый склон поймы реки Царицы) | 4,1 га  | 48°42′00″ с. ш. 44°30′32″ в. д. |             |                         |
| 2  | Сквер имени Саши Филиппова                                         | 2,1 га  | 48°41′43″ с. ш. 44°29′59″ в. д. |             | Викисклад               |
| 3  | Сквер рядом с памятником пароходу «Гаситель»                       | 2,1 га  | 48°41′52″ с. ш. 44°30′48″ в. д. |             |                         |
| 4  | Сквер на площади Чекистов                                          | 1,5 га  | 48°41′47″ с. ш. 44°29′47″ в. д. |             | Викисклад               |
| 5  | Касимовский сквер                                                  | 1,2 га  | 48°42′01″ с. ш. 44°30′15″ в. д. |             |                         |
| 6  | Радомский сквер                                                    | 1,2 га  | 48°41′33″ с. ш. 44°27′58″ в. д. |             |                         |
| 7  | Сквер рядом с Казанским собором                                    | 1,1 га  | 48°42′00″ с. ш. 44°29′07″ в. д. |             |                         |
| 8  | Детский городской парк «Сказка»                                    | 1,4 га  | 48°41′30″ с. ш. 44°29′21″ в. д. |             |                         |
| 9  | Бульвар на улице Профсоюзная                                       | 0,4 га  | 48°41′53″ с. ш. 44°29′52″ в. д. |             |                         |
| 10 | Сквер на улице Академическая                                       | 0,3 га  | 48°41′47″ с. ш. 44°29′47″ в. д. |             |                         |

## Дзержинский район
| № | Название                           | Площадь | Местоположение                  | Иллюстрация | Категория на Викискладе |
| - | ---------------------------------- | ------- | ------------------------------- | ----------- | ----------------------- |
| 1 | Парк культуры и отдыха «Русь»      | 4,8 га  | 48°45′49″ с. ш. 44°28′39″ в. д. |             |                         |
| 2 | Фёдоровский сад                    | 3,8 га  | 48°45′47″ с. ш. 44°30′17″ в. д. |             |                         |
| 3 | Парк героев-лётчиков               | 3,3 га  | 48°44′48″ с. ш. 44°29′54″ в. д. |             |                         |
| 4 | Сквер на улице 8-й Воздушной Армии | 3,3 га  | 48°45′20″ с. ш. 44°30′08″ в. д. |             |                         |
| 5 | Парк «Семейный»                    | 2 га    | 48°45′11″ с. ш. 44°30′14″ в. д. |             |                         |
| 6 | Сквер в посёлке Аэропорт           | 0,4 га  | 48°47′44″ с. ш. 44°21′25″ в. д. |             |                         |

## Кировский район
| № | Название                                            | Площадь | Местоположение                  | Иллюстрация | Категория на Викискладе |
| - | --------------------------------------------------- | ------- | ------------------------------- | ----------- | ----------------------- |
| 1 | Парк «Дружба»                                       | 51 га   | 48°35′01″ с. ш. 44°26′34″ в. д. |             |                         |
| 2 | Парк на улице 64-й Армии                            | 4,6 га  | 48°36′35″ с. ш. 44°25′22″ в. д. |             |                         |
| 3 | Бульвар на улице Кирова                             | 4 га    | 48°36′39″ с. ш. 44°25′42″ в. д. |             |                         |
| 4 | Сквер рядом с ДК Кирова                             | 3,3 га  | 48°34′48″ с. ш. 44°26′20″ в. д. |             |                         |
| 5 | Парк имени 50-летия Октября (Парк семейного досуга) | 2,5 га  | 48°36′45″ с. ш. 44°25′34″ в. д. |             |                         |
| 6 | Сквер доблести и славы                              | 1,7 га  | 48°36′44″ с. ш. 44°25′47″ в. д. |             |                         |
| 7 | Сквер рядом с ВолгоГРЭС                             | 0,8 га  | 48°34′15″ с. ш. 44°26′42″ в. д. |             |                         |
| 8 | Сквер на улице Кирова                               | 0,5 га  | 48°36′20″ с. ш. 44°25′38″ в. д. |             |                         |

## Красноармейский район
| №  | Название                             | Площадь | Местоположение                  | Иллюстрация | Категория на Викискладе |
| -- | ------------------------------------ | ------- | ------------------------------- | ----------- | ----------------------- |
| 1  | Парк рядом с ДК «Металлург»          | 11,3 га | 48°31′24″ с. ш. 44°34′27″ в. д. |             |                         |
| 2  | Севастопольская набережная           | 6,7 га  | 48°31′27″ с. ш. 44°33′16″ в. д. |             |                         |
| 3  | Парк «Юбилейный»                     | 6,7 га  | 48°31′27″ с. ш. 44°33′38″ в. д. |             |                         |
| 4  | Парк на улице Остравская             | 5 га    | 48°31′09″ с. ш. 44°33′02″ в. д. |             |                         |
| 5  | Пионерский парк                      | 3,2 га  | 48°30′40″ с. ш. 44°34′36″ в. д. |             |                         |
| 6  | Парк на улице Изобильная             | 2,8 га  | 48°30′50″ с. ш. 44°33′10″ в. д. |             |                         |
| 7  | Бульвар Энгельса                     | 2,5 га  | 48°31′00″ с. ш. 44°32′38″ в. д. |             |                         |
| 8  | Дендрарий Красноармейского района    | 2,5 га  | 48°30′01″ с. ш. 44°33′24″ в. д. |             |                         |
| 9  | Бульвар на проспекте Столетова       | 2,3 га  | 48°30′42″ с. ш. 44°34′32″ в. д. |             |                         |
| 10 | Сквер памяти погибших военнослужащих | 0,2 га  | 48°30′16″ с. ш. 44°32′53″ в. д. |             |                         |

## Краснооктябрьский район
| № | Название                                    | Площадь | Местоположение                                           | Иллюстрация | Категория на Викискладе |
| - | ------------------------------------------- | ------- | -------------------------------------------------------- | ----------- | ----------------------- |
| 1 | Парк культуры и отдыха имени Ю. А. Гагарина | 10,5 га | 48°46′52″ с. ш. 44°34′24″ в. д.                          |             |                         |
| 2 | Парк 70-летия Победы                        | 9,4 га  | 48°46′52″ с. ш. 44°34′24″ в. д.                          |             | Викисклад               |
| 3 | Остров Людникова                            | 6,7 га  | посёлок Нижние Баррикады 48°46′24″ с. ш. 44°35′11″ в. д. |             | Викисклад               |
| 4 | Сквер Металлургов                           | 1,9 га  | посёлок Металлургов 48°45′51″ с. ш. 44°33′50″ в. д.      |             |                         |
| 5 | Парк посёлка Металлургов                    | 1,9 га  | посёлок Металлургов 48°45′53″ с. ш. 44°34′11″ в. д.      |             |                         |
| 6 | Региональный ботанический сад               | 0,5 га  | посёлок Металлургов, 68 48°45′51″ с. ш. 44°34′23″ в. д.  |             |                         |

## Советский район
| №  | Название                                       | Площадь | Местоположение                                                      | Иллюстрация | Категория на Викискладе |
| -- | ---------------------------------------------- | ------- | ------------------------------------------------------------------- | ----------- | ----------------------- |
| 1  | Черкасовский сквер                             | 4,2 га  | микрорайон Родниковая Долина 48°39′39″ с. ш. 44°24′32″ в. д.        |             |                         |
| 2  | Петровский парк                                | 3 га    | посёлок завода им. Петрова 48°39′32″ с. ш. 44°26′46″ в. д.          |             |                         |
| 3  | Бульвар рядом с ВолГУ                          | 2,7 га  | 48°38′28″ с. ш. 44°25′39″ в. д.                                     |             |                         |
| 4  | Сквер рядом с ВолГАУ                           | 1,6 га  | 48°40′29″ с. ш. 44°26′34″ в. д.                                     |             |                         |
| 5  | Парк «Лесогород»                               | 1,4 га  | микрорайон Нижняя Ельшанка (Тулака) 48°40′36″ с. ш. 44°28′31″ в. д. |             |                         |
| 6  | Парк памяти                                    | 1,3 га  | 48°38′46″ с. ш. 44°25′04″ в. д.                                     |             |                         |
| 7  | Бульвар «Аллея Славы» на улице Калининградская | 0,9 га  | 48°39′43″ с. ш. 44°26′40″ в. д.                                     |             |                         |
| 8  | Сквер рядом с колледжем нефти и газа           | 0,7 га  | 48°39′30″ с. ш. 44°26′19″ в. д.                                     |             |                         |
| 9  | Сквер на улице имени 35-й Гвардейской дивизии  | 0,5 га  | 48°39′58″ с. ш. 44°26′38″ в. д.                                     |             |                         |
| 10 | Сквер молодожёнов                              | 0,5 га  | 48°39′26″ с. ш. 44°26′13″ в. д.                                     |             |                         |
| 11 | Сквер рядом с управлением РЖД                  | 0,3 га  | микрорайон Горьковский 48°41′05″ с. ш. 44°18′57″ в. д.              |             |                         |
| 12 | Сквер памяти                                   | 0,3 га  | 48°39′35″ с. ш. 44°26′14″ в. д.                                     |             |                         |
| 13 | Сквер на улице Шукшина                         | 0,1 га  | микрорайон Горная Поляна 48°37′48″ с. ш. 44°24′27″ в. д.            |             |                         |

## Тракторозаводский район
| № | Название                               | Площадь | Местоположение                                            | Иллюстрация | Категория на Викискладе |
| - | -------------------------------------- | ------- | --------------------------------------------------------- | ----------- | ----------------------- |
| 1 | Парк посёлка Нижний Тракторный         | 19 га   | посёлок Нижний Тракторный 48°48′04″ с. ш. 44°37′17″ в. д. |             |                         |
| 2 | Бульвар на улице Дзержинского          | 5,8 га  | 48°48′19″ с. ш. 44°35′38″ в. д.                           |             |                         |
| 3 | Комсомольский парк                     | 5,5 га  | 48°48′26″ с. ш. 44°36′10″ в. д.                           |             |                         |
| 4 | Бульвар на улице Академика Богомольца  | 3,4 га  | микрорайон Спартановка 48°49′24″ с. ш. 44°37′50″ в. д.    |             |                         |
| 5 | Парк Памяти воинов-интернационалистов  | 1,6 га  | микрорайон Спартановка 48°48′55″ с. ш. 44°37′21″ в. д.    |             | Викисклад               |
| 6 | Парк Аттракционов (Спартановский парк) | 1,2 га  | микрорайон Спартановка 48°49′12″ с. ш. 44°37′53″ в. д.    |             |                         |

## Центральный район
| №  | Название                                            | Площадь | Местоположение                                                                                   | Иллюстрация | Категория на Викискладе |
| -- | --------------------------------------------------- | ------- | ------------------------------------------------------------------------------------------------ | ----------- | ----------------------- |
| 1  | Мамаев курган                                       | 26 га   | 48°44′28″ с. ш. 44°32′27″ в. д.                                                                  |             | Викисклад               |
| 2  | Центральный парк культуры и отдыха                  | 24 га   | 48°43′47″ с. ш. 44°32′41″ в. д.                                                                  |             | Викисклад               |
| 3  | Царицынский парк (парк в пойме реки Царица)         | 17 га   | долина реки Царица в границах от р. Волги до ул. Глубокоовражной 48°42′02″ с. ш. 44°30′40″ в. д. |             | Викисклад               |
| 4  | Парк Победы на набережной 62-й Армии)               | 13 га   | верхняя терраса центральной набережной 48°42′12″ с. ш. 44°31′08″ в. д.                           |             | Викисклад               |
| 5  | Парк на улице Маршала Чуйкова                       | 12,5 га | 48°42′43″ с. ш. 44°31′54″ в. д.                                                                  |             | Викисклад               |
| 6  | Парк Победы на Мамаевой Кургане (Мемориальный парк) | 5,6 га  | 48°44′16″ с. ш. 44°32′40″ в. д.                                                                  |             | Викисклад               |
| 7  | Бульвар на проспекте Ленина                         | 5,3 га  | в границах от ул. Краснознаменской до площади Ленина 48°42′43″ с. ш. 44°31′28″ в. д.             |             | Викисклад               |
| 8  | Городской сад (Городской детский парк)              | 4,7 га  | 48°42′33″ с. ш. 44°30′28″ в. д.                                                                  |             | Викисклад               |
| 9  | Комсомольский сад                                   | 4,4 га  | 48°42′31″ с. ш. 44°30′39″ в. д.                                                                  |             | Викисклад               |
| 10 | Сквер на улице 7-й Гвардейской                      | 2,7 га  | 48°43′14″ с. ш. 44°32′18″ в. д.                                                                  |             | Викисклад               |
| 11 | Александровский сад                                 | 2,6 га  | 48°42′35″ с. ш. 44°30′48″ в. д.                                                                  |             |                         |
| 12 | Бульвар на улице Аллея Героев                       | 2,3 га  | 48°42′22″ с. ш. 44°31′06″ в. д.                                                                  |             | Викисклад               |
| 13 | Сквер на площади Павших борцов                      | 2,1 га  | 48°42′29″ с. ш. 44°30′57″ в. д.                                                                  |             | Викисклад               |
| 14 | Сквер имени 8 марта                                 | 2 га    | 48°43′03″ с. ш. 44°30′16″ в. д.                                                                  |             | Викисклад               |
| 15 | Сквер имени В. Н. Симбирцева                        | 1,5 га  | 48°42′42″ с. ш. 44°31′18″ в. д.                                                                  |             | Викисклад               |
| 16 | Сурский сквер                                       | 0,7 га  | 48°42′22″ с. ш. 44°30′34″ в. д.                                                                  |             | Викисклад               |
| 17 | Сквер имени Пушкина                                 | 0,6 га  | 48°42′07″ с. ш. 44°30′47″ в. д.                                                                  |             |                         |
| 18 | Сквер перед ВолгГТУ                                 | 0,2 га  | 48°42′51″ с. ш. 44°31′41″ в. д.                                                                  |             |                         |
| 19 | Ботанический сад ВГСПУ                              | 0,1 га  | 48°42′55″ с. ш. 44°31′38″ в. д.                                                                  |             |                         |